# Circonscription de Kula
La circonscription de Kula est une des 177 circonscriptions législatives de l'État fédéré Oromia, elle se situe dans la Zone Arsi. Son représentant actuel est Amare Tesfaye Belay.